# I wszystko lśni
I wszystko lśni (ang. Sunshine Cleaning) – amerykański komediodramat z 2008 roku w reżyserii Christine Jeffs. Wyprodukowany przez Overture Films. Premiera filmu miała miejsce 18 stycznia 2008 roku podczas Festiwalu Filmowego w Sundance.

## Opis fabuły
30-letnia Rose (Amy Adams) oraz jej młodsza siostra Norah wychowywały się bez matki, która popełniła samobójstwo. To tragiczne wydarzenie zaciążyło na ich dalszych losach. Rose ma za sobą serię nieudanych związków i potrzebuje pieniędzy na naukę swojego syna. Otwiera więc z siostrą firmę sprzątającą.

## Obsada
- Amy Adams jako Rose Lorkowski
- Emily Blunt jako Norah Lorkowski
- Alan Arkin jako Joe Lorkowski
- Mary Lynn Rajskub jako Lynn
- Eric Christian Olsen jako Randy
- Jason Spevack jako Oscar Lorkowski
- Kevin Chapman jako Carl Swanson
- Steve Zahn jako Mac
- Clifton Collins Jr. jako Winston